# Хуа Цзяньминь
Хуа Цзяньминь (род. в январе 1940, Уси, провинция Цзянсу), член и ответственный секретарь Госсовета КНР (2003—2008), заместитель председателя ПК ВСНП (2008—2013), член ЦК КПК (2002—2012).
Член КПК с мая 1961 года, член ЦК КПК 16-17 созывов.

## Биография
Окончил Университет Цинхуа, где учился в 1957-63 годах и специализировался на газовых турбинах.
В 1984-86 гг. обучался в партшколе ЦК КПК.
В 1986-87 гг. служащий Канцелярии ЦК КПК.
В 1987-92 гг. генеральный управляющий одной из шанхайских корпораций.
С 1991 года одновременно зампред, с 1992 года исполнительный зампред и зам парторга, с 1993 года председатель и парторг Шанхайской муниципальной плановой комиссии, в 1994-96 гг. вице-мэр Шанхая.
С 1996 года заместитель начальника, в 1998—2003 годах начальник канцелярии и заместитель главы финансово-экономической руководящей группы ЦК КПК.
В 2003—2008 годах член и ответственный секретарь Госсовета КНР. Одновременно ректор Китайской академии управления.
В 2008—2013 гг. заместитель председателя Постоянного комитета Всекитайского собрания народных представителей (ПК ВСНП) 11-го созыва.
С октября 2009 года председатель Общества Красного Креста Китая.
Заместитель председателя и председатель китайской части Китайско-российского комитета дружбы, мира и развития.